# Campoplex rossicus
Campoplex rossicus là một loài tò vò trong họ Ichneumonidae.